# Marina Wassiljewna Gontscharowa

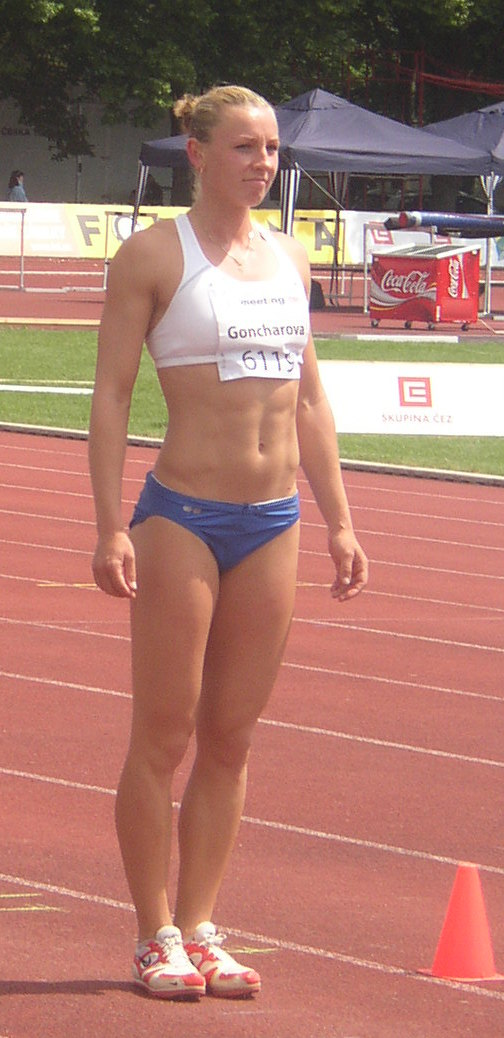
Marina Gontscharowa (Kladno 2010)

Marina Wassiljewna Gontscharowa (russisch Марина Васильевна Гончарова, engl. Transkription Marina Goncharova; * 26. April 1986 in Kemerowo) ist eine ehemalige russische Siebenkämpferin.
2003 gewann sie Bronze bei den Jugendweltmeisterschaften. Beim Mehrkampf-Meeting Götzis 2008 wurde sie Sechste. 2010 wurde sie beim Fünfkampf der Hallenweltmeisterschaften in Doha Siebte und beim Siebenkampf der Europameisterschaften in Barcelona Achte. Bei den Halleneuropameisterschaften 2011 erreichte sie Platz sechs. 2012 beendete sie ihre aktive Karriere.